# Moutassarifat van het Libanongebergte
Het Moutassarifat van het Libanongebergte was een semiautonome regio in de Levant binnen het Ottomaanse Rijk, dat ontstond door Europese druk. Het werd gecreëerd na de burgeroorlog tussen Druzen en Maronieten in 1860, waarbij meer dan 3000 christenen werden vermoord. Het gebied werd geregeerd door een moutassarif, een christelijke gouverneur van niet-Libanese afkomst, benoemd door de sultan.

## Ontstaan
Op 5 september 1860 kwam een internationale commissie, bestaande uit Frankrijk, Groot-Brittannië, Oostenrijk, Pruisen, Rusland en het Ottomaanse Rijk bijeen om de oorzaken van de gebeurtenissen van 1860 te onderzoeken en een nieuw administratief en gerechtelijk systeem voor Libanon aan te bevelen om een herhaling van dergelijke evenementen te verhinderen. Met het Règlement Organique van 1861 werd het Libanongebergte voorlopig gescheiden van Syrië. De regio stond onder het bestuur van een plenipotentiare of een gevolmachtigde, een moutassarif in het Turks. In 1888 werd het een deel van de Vilâyet Beirut.

## Eerste Wereldoorlog
In de Eerste Wereldoorlog schaarde het Ottomaanse Rijk zich bij de centrale mogendheden. Het Moutassarifat van het Libanongebergte werd van de buitenwereld afgesloten en naar schatting kwam een derde tot de helft van de bevolking, voornamelijk christenen, van ontbering om. De moutassarif werd afgezet en in 1915 greep Djemal Pasja de macht.
Het einde van de Ottomaanse heerschappij in Libanon begon in september 1918 toen de Franse troepen op de Libanese kust landden en de Britten Palestina binnentrokken, wat de weg vrijmaakte voor de bevrijding van Syrië en Libanon van de Turkse overheersing. Op de Conferentie van San Remo in Italië in april 1920 gaven de geallieerden Frankrijk een mandaat voor Syrië en Libanon.